# 孔采什蒂鄉 (登博維察縣)
44°39′N 25°38′E / 44.650°N 25.633°E
孔采什蒂鄉（羅馬尼亞語：Comuna Conțești, Dâmbovița），是羅馬尼亞的鄉份，位於該國南部，由登博維察縣負責管轄，面積52平方公里，海拔高度149米，2007年人口5,310，人口密度每平方公里101人。